# Басби, Джеймс
Джеймс Басби (7 февраля 1802, Эдинбург — 15 июля 1871, Anerley, Большой Лондон) — британский политик и предприниматель. Был первым британским представителем (резидентом) в Новой Зеландии, принимал активное участие в разработке и подписании договора Вайтанги. Также считается родоначальником винодельческой промышленности Австралии.
Родился в Шотландии в семье инженера Джона Басби и Сары Кеннеди, в 1824 году эмигрировал вместе с семьёй в британскую колонию Новый Южный Уэльс, Австралия, где преподавал виноградарство. В 1828 году ненадолго вернулся в Великобританию, после чего совершил поездку в Испанию и Францию, чтобы улучшить свои знания в области виноградарства, и в том же году вернулся в Австралию.
В марте 1832 года стал первым представителем (резидентом) Великобритании в Новой Зеландии; деятельность Басби включала защиту британских коммерческих интересов в Новой Зеландии и разрешение споров между маори и европейскими поселенцами. 1 ноября 1832 года в Новом Южном Уэльсе, в поселении Сегенхо, Хантер-Реджин, женился на Агнес Доу. В 1834 году Басби разработал вариант флага Новой Зеландии совместно с представителями маори и колониальными чиновниками, и созвал Союз племён Новой Зеландии.
В 1840 году он был заменён на своём посту Уильямом Гобсоном, ставшим первым генерал-губернатором Новой Зеландии. В том же году Басби и Гобсон разработали проект договора Вайтанги, и после одобрения и подписания этого договора 40 маорийскими вождями из Союза он был распространён по всей Новой Зеландии. Соглашение было призвано регулировать отношения и разграничения между маори и европейскими поселенцами в Новой Зеландии и фактически стал основой для отношений между представителями двух рас в Новой Зеландии, сохраняющейся и поныне. Однако ввиду того, что Басби не были делегированы какие-либо особые полномочия представлять британский народ на переговорах с маори о подписании такого договора, его политический статус, по мнению некоторых, остаётся неясным, а фигура самого Басби периодически подвергается критике за совершённый им поступок и обвинениям в последующих притеснениях маори.
Басби умер в Энерлее после неудачной офтальмологической операции.